# Кедабекский район
Кедабе́кский райо́н (азерб. Gədəbəy rayonu) — район на западе Азербайджана. Административный центр — город Кедабек.

## Этимология
Своё название административный центр района, город Кедабек приобрёл от расположенной поблизости крепости Гетабак (арм. Գետաբակ), впервые упомянутой в этой форме на армянском языке в источнике XIII века. Армянский историк XIII века Вардан Аревелци упоминает топоним в форме Getabaks.
По предположению немецкого учёного начала XX века Г. Хюбшмана, топоним происходит от армянских слов get — «река» и bak — «двор». Согласно «Энциклопедическому словарю топонимов Азербайджана» 2007 года, название крепости Гетабак происходит от старотюркских слов кет, гедик (холм) и бек (смотритель).

## История
Кедабекский район образован 8 августа 1930 года.
В Кедабекский район с 8 августа 1992 года также входит анклав Арцвашен/Башкенд, окружённый территорией Азербайджана, и в настоящее время контролируемый им.

## География и природа
Район граничит на севере с Товузским, на северо-востоке с Шамкирским, на востоке и юге с Дашкесанским районами, на западе граничит с Республикой Армения.
Кедабекский район расположен на средне- и высокогорных территориях Малого Кавказского хребта. Расположен на склонах Севанского хребта, территории Башкенд-Дастафюрской впадины и Шамкирского горного массива. Рельеф преимущественно горный. Наивысшие точки — гора Кошабулак (3 549 м), гора Коджадаг (3 317 м), гора Кара-архач (3 063 м). Территория состоит из юрских, меловых, палеогенных и антропогенных отложений. На территории района расположены месторождения чёрного и белого мрамора, меди, золота, бирюзы. Распространены бурые горнолесные, дерновые горно-луговые почвы. Растительный покров преимущественно состоит на среднегорье из кустарниковых и редколесных лугов, широколиственных лесов (дубы, буки, грабы), на высокогорных территориях из субальпийских и альпийских лугов. Из животных на территории района обитают туры, косули, бурые медведи, волки. Из птиц — тетерева, улары, орлы. На территории района расположен Кызылджинский государственный природный заказник.
Климат летом умеренный жаркий, зима засушливая, холодная. Средняя температура в январе колеблется от −10 до −2°С, в июле - от 10 до 20°С. Среднегодовой уровень осадков — 600—900 мм. Речная сеть густая. Протекают реки Ахынджа, Дзегам и Шамкир.

## Административное устройство
Административное устройство Кедабекского района включает в себя один город, 108 сёл, 47 административно-территориальных округов.
В районе действует 45 муниципалитетов:
1. Кедабекский городской муниципалитет
2. Гошабулагский сельский муниципалитет
3. Перизаманлинский сельский муниципалитет
4. Саманлыгский сельский муниципалитет
5. Нариманкендский сельский муниципалитет
6. Агамалинский сельский муниципалитет
7. Славянский сельский муниципалитет
8. Зехметкендский сельский муниципалитет
9. Хар-харский сельский муниципалитет
10. Арыгыранский сельский муниципалитет
11. Гарадагскийсельский муниципалитет
12. Союдлинский сельский муниципалитет.
13. Артапинский сельский муниципалитет
14. Дюзйурдский сельский муниципалитет
15. Дейегарабулагский сельский муниципалитет
16. Рустам Алиевский сельский муниципалитет
17. Планкендский сельский муниципалитет
18. Чалбурунский сельский муниципалитет
19. Чалдашский сельский муниципалитет
20. Алинагыларский сельский муниципалитет
21. Арыхдамский сельский муниципалитет
22. Дейирмандагский сельский муниципалитет
23. Шекербейский сельский муниципалитет
24. Кичик Гарамурадский сельский муниципалитет
25. Паракендский сельский муниципалитет
26. Али Исмайиллинский сельский муниципалитет
27. Дарйурдский сельский муниципалитет
28. Инекбоганский сельский муниципалитет
29. Бёюк Гарамурадский сельский муниципалитет
30. Поладлинский сельский муниципалитет
31. Гарамамедлинский сельский муниципалитет
32. Новосаратовский сельский муниципалитет
33. Новоивановский сельский муниципалитет
34. Чобанкендский сельский муниципалитет
35. Шахдагский сельский муниципалитет
36. Исалинский сельский муниципалитет
37. Арабачинский сельский муниципалитет
38. Морморский сельский муниципалитет
39. Дюз Расуллинский сельский муниципалитет
40. Чай Расуллинский сельский муниципалитет
41. Гёяллинский сельский муниципалитет
42. Шыныхский сельский муниципалитет
43. Гаджыларский сельский муниципалитет
44. Джингаранский сельский муниципалитет
45. Хархарский сельский муниципалитет

## Население
| Численность населения | Численность населения | Численность населения | Численность населения | Численность населения | Численность населения | Численность населения | Численность населения | Численность населения | Численность населения | Численность населения | Численность населения |
| 1939                  | 1959                  | 1970                  | 1979                  | 1981                  | 1989                  | 1991                  | 1999                  | 2009                  | 2013                  | 2014                  | 2019                  |
| --------------------- | --------------------- | --------------------- | --------------------- | --------------------- | --------------------- | --------------------- | --------------------- | --------------------- | --------------------- | --------------------- | --------------------- |
| 38 096                | ↗53 047               | ↗72 030               | ↗75 996               | ↗76 800               | ↘75 157               | ↗75 300               | ↗86 193               | ↗93 179               | ↗96 000               | ↗96 800               | ↗100 020              |

В 1981 году плотность населения составляла 63 человека на км². В 2019 году эта цифра составила 80 человек на км².
На 2009 год 89% населения проживает в сёлах.

## Экономика

### Период Азербайджанской ССР
В период Азербайджанской ССР в районе было развито сельское хозяйство. Были увеличены объёмы производства овощеводства, картофеля, зерна. Развивалось животноводство. В 1981 году в районе работали 18 колхозов и 18 совхозов.
На 1980 год количество пригодных земель составляло 77 тысяч гектаров. Из них 12,5 тысяч гектаров пахотных земель, 300 гектаров земель, выделенных под многолетние растения, 2,2 тысячи гектаров рекреационных земель, 9,6 тысяч гектаров, выделенных под сенокос, 52,4 тысячи гектаров пастбищ. Из 12,3 тысяч гектаров 19% выделено под зерновые и зернобобовые культуры, 37% под овощи и картофель, 44% под кормовые культуры. В 1981 году крестьянскими хозяйствами района выращено 14,8 тысяч тонн картофеля. В колхозах и совхозах содержалось 14,8 тысяч голов крупного рогатого скота, 93 тысячи голов мелкого. Действовали объединения по выкормке животных, межколхозное пчеловодческое объединение.
В районе находились комбинат по производству кирпича и извести, маслосыродельный, асфальтный заводы, районный отдел треста «Азсельхозтехника», лесное хозяйство.

### Современный период
Район относится к Газах-Товузскому экономическому району. Является преимущественно сельскохозяйственным. Развивается животноводство, овощеводство, выращивание зерна и картофеля.
На территории района расположено 13,6 тысяч гектаров пахотных земель. Из них 1,4 тысяча гектаров выделена под зерновые и зернобобовые растения, 12,3 тысяч гектаров выделено под картофель, овощи и бахчевые культуры, 10 гектаров — кормовые культуры. На 3,7 тысячах гектаров выращиваются фрукты и ягоды.
Действуют завод минеральных вод и завод безалкогольных напитков ООО «Gədəbəy Mineral Suları» («Гедабекские минеральные воды»), золото-медеплавильный завод ООО «Azerbaijan International Mining Company», цех по производству пластиковых окон и дверей, цех по производству хлебобулочных изделий.
В марте 2025 года начата добыча золота и меди с месторождения «Гилар».

#### 2017
На 2017 год в крестьянских хозяйствах содержалось 49 748 голов крупного, 255 552 головы мелкого рогатого скота, 225 751 единиц птиц.
В 2017 году в районе произведено 3 749 тонн зерна, 22 тонны бобовых, 127 240 тонн картофеля, 139 тонн овощей, 26 500 тонн фруктов и ягод.

## Инфраструктура
На 2017 год в районе действуют 19 АТС и 15 почтовых отделений.

## Культура
С 1930 года издается общественно-политическая газета «Кызыл Кедабек» («Красный Кедабек») (до 1965 года — «Кызыл Кедабек» («Красный Кедабек»), «Сосиализм гелебеси» (»Победа социализма»), «Улдуз» («Звезда»), в 1966—1991 годах — «Терегги» («Прогресс»)).
В 1965 году начато вещание местной радиостанции.

## Образование
В районе на 2018 год насчитывалось 8 дошкольных учреждений, 83 среднеобразовательных школ, 1 профессиональное училище, парк, 16 клубов, 21 домов культуры, музей, 66 библиотек.

## Здравоохранение
В Кедабекском районе находятся 6 больниц на 196 коек, центр эпидемиологии и гигиены. На 2018 год в медучреждениях района работало 75 врачей, 255 средних медицинских работников.

## Достопримечательности
Из архитектурных памятников в районе расположены крепость Намердкала (IX век), мост (?), храм (?) в селе Сеюдлю; храм (1535) в селе Новосаратовка; крепость (XVI век) и мост (?) в селе Калакенд; храм (1634) в селе Беюк-Карамурад; 3 моста (XIX век) в селе Сабаккечмаз.
В 1934 году в Кедабекский и Шамхорский районы азербайджанским филиалом Академии наук была снаряжена научно-исследовательская экспедиция, в состав которой кроме сотрудников сектора истории и материальной культуры НАНА, вошли профессор архитектуры В. С. Саркисов и представитель АрмФАНа профессор С. В. Тер-Аветисян. Во время экспедиции было обнаружено и записано большое количество армянских надписей XV—XVII веков. Армянские надписи были написаны на грабаре, и были сняты со строительных камней, памятников архитектуры, могильных плит и других исторических объектов. Было описано и обмеренно более 10 архитектурных сооружений.